# Puccinia saccardoi
Puccinia saccardoi är en svampart som beskrevs av F. Ludw. 1889. Puccinia saccardoi ingår i släktet Puccinia och familjen Pucciniaceae.   Inga underarter finns listade i Catalogue of Life.